# Jerzy Jan Wandalin Mniszech
Jerzy Jan Wandalin Mniszech herbu własnego (zm. w połowie 1693) – wojewoda wołyński w 1683 roku, starosta sanocki w latach 1661-1691, starosta szczerzecki w 1654 roku, starosta bełski w 1661 roku, starosta dembowiecki od 1657 roku, dworzanin królewski, sędzia kapturowy ziemi sanockiej w 1668 roku.
Był synem Franciszka Bernarda i Barbary Stadnickiej.
W 1651 zapisał się na Uniwersytet w Padwie. W 1657 wybrano go tam konsyliarzem nacji polskiej. W latach 1665–1666 organizował obronę wewnętrzną ziemi sanockiej z powodu napadów węgierskich i zbójnictwa.
Był marszałkiem sejmików województwa ruskiego w: 1650, 1651, 1659, 1672 roku. Poseł sejmiku wiszeńskiego na sejm 1664/1665 roku, drugi sejm 1666 roku, sejm nadzwyczajny (abdykacyjny) 1668 roku. Poseł na sejmy 1669 i 1670 roku, poseł sejmiku wiszeńskiego na sejm koronacyjny 1676 roku.
Był elektorem Michała Korybuta Wiśniowieckiego z ziemi sanockiej w 1669 roku. W 1672 i 1675 wybierany pułkownikiem pospolitego ruszenia ziemi sanockiej. Elektor Jana III Sobieskiego z województwa ruskiego w 1674 roku. W 1678 roku został deputatem na Trybunał Główny Koronny. Na wyprawę turecką w 1683 wystawił chorągiew pancerną.